# Electric Eel Shock

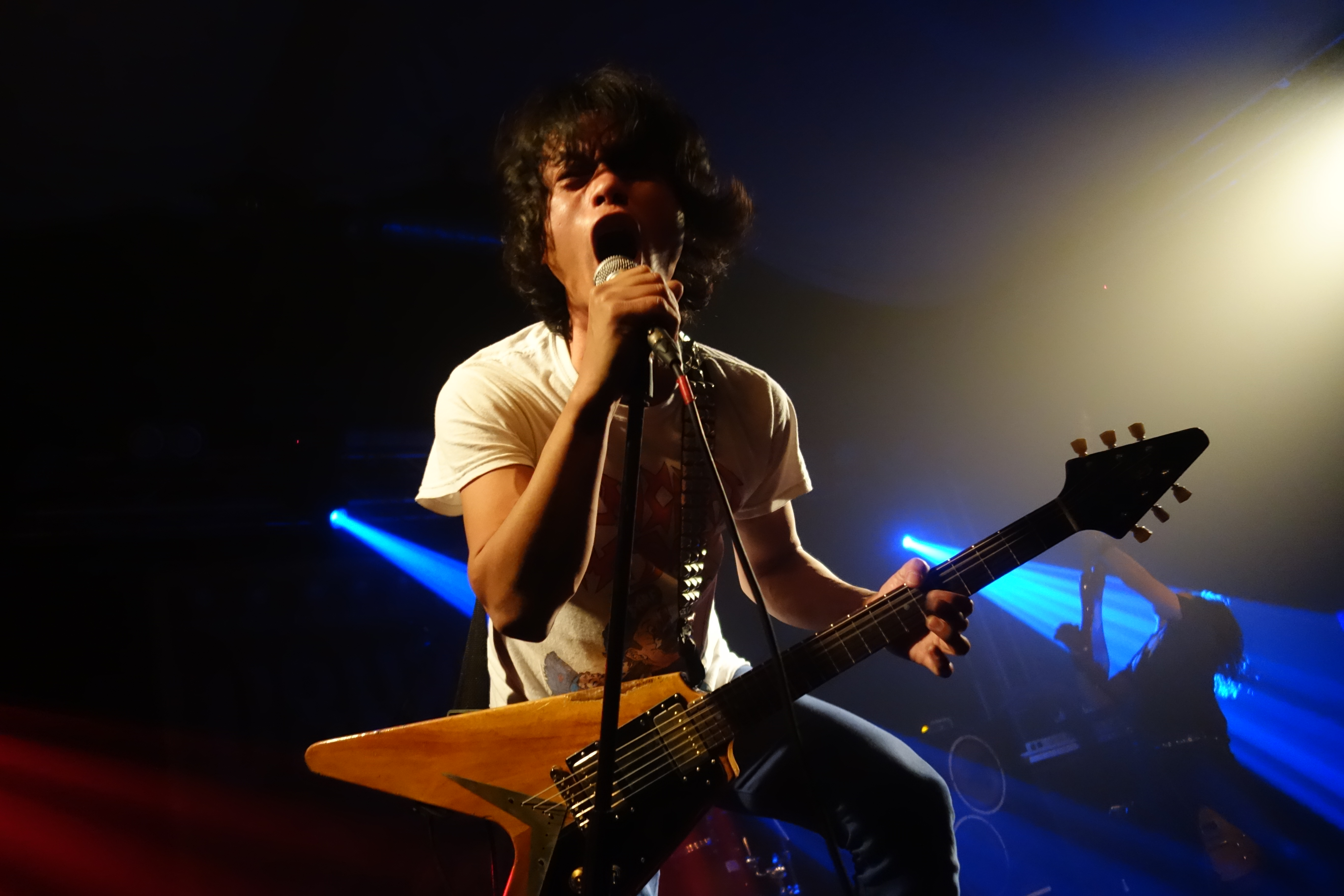
Akihito Morimoto 2016 i Frankfurt

Electric Eel Shock är ett garage metal-band från Japan som bildades i Tokyo i slutet av 1990-talet. Gruppen släppte sitt första fullängdsalbum, Maybe I Think, We Can Beat Nirvana, 1997. Electric Eel Shock har turnerat i både USA och Europa.

## Bandmedlemmar
- Akihito Morimoto (Aki) - Gitarr, sång
- Tomoharu Ito (Gian) - Trummor
- Kazuto Maekawa - Bas